# Castalius rosimon
Castalius rosimon är en fjärilsart som beskrevs av Fabricius 1775. Castalius rosimon ingår i släktet Castalius och familjen juvelvingar. Inga underarter finns listade i Catalogue of Life.

## Bildgalleri

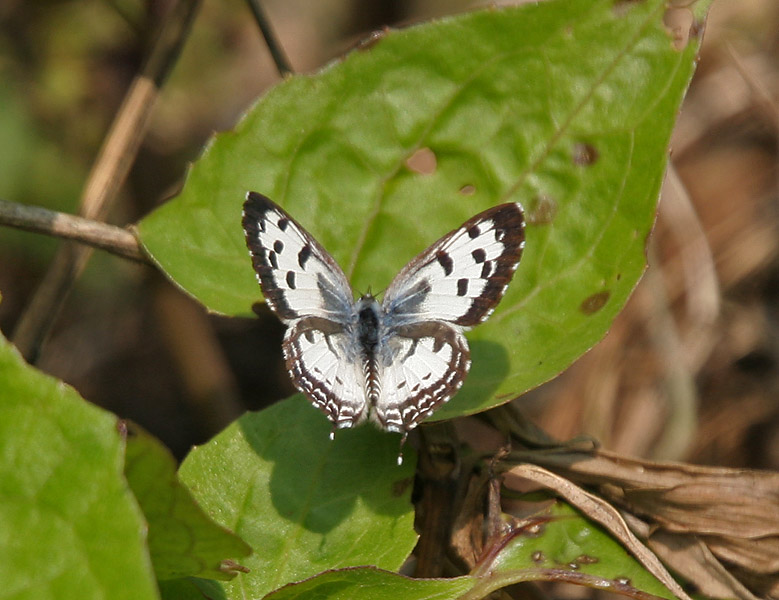
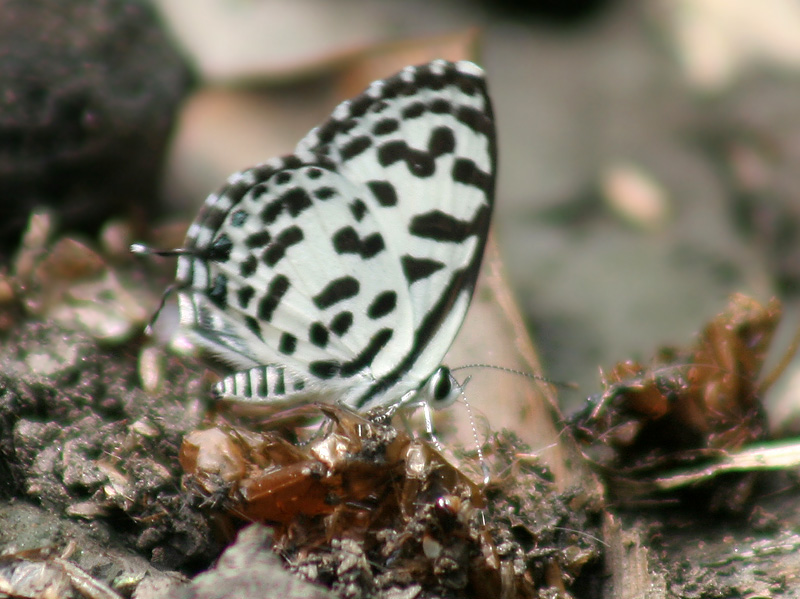
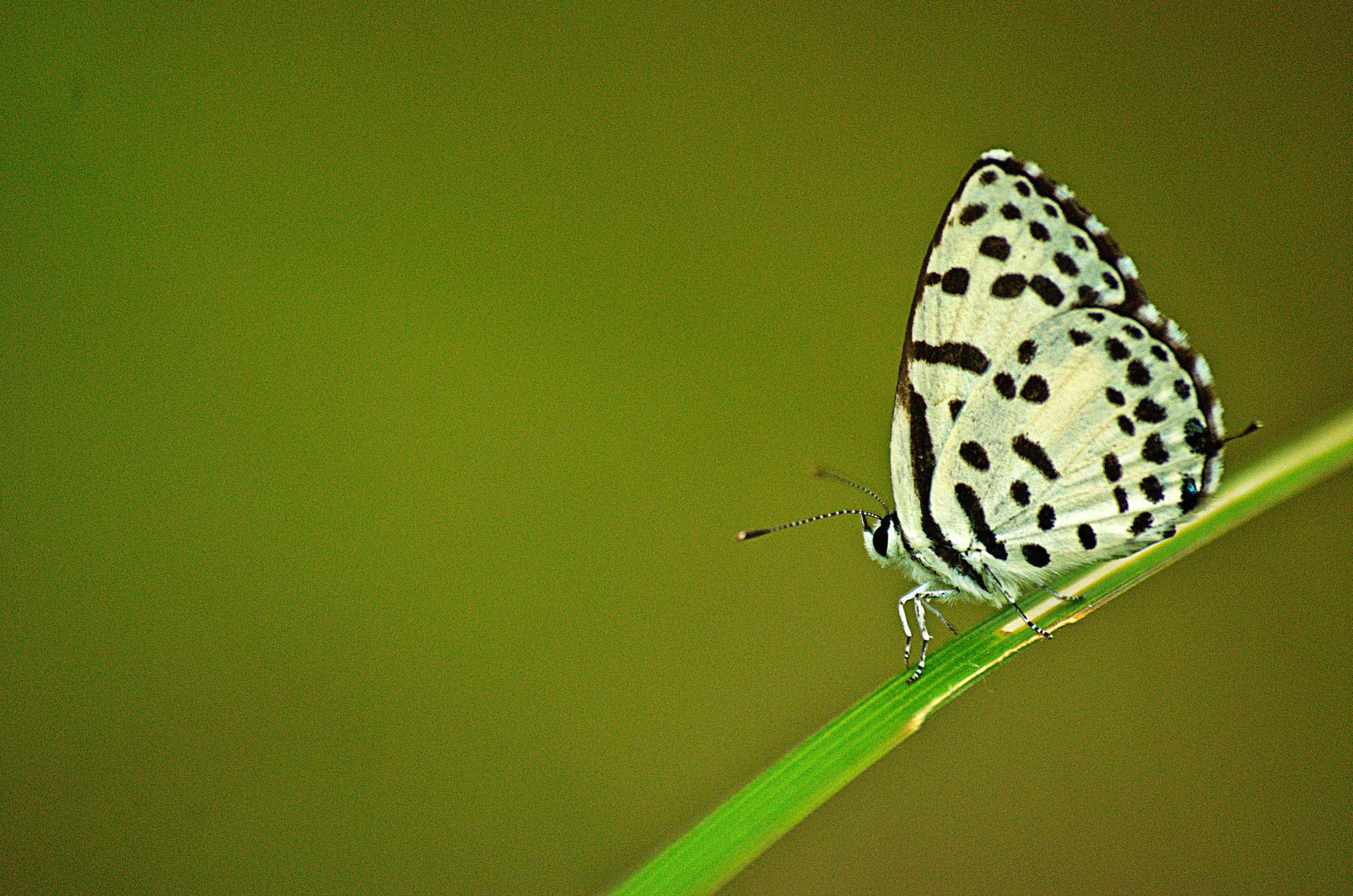
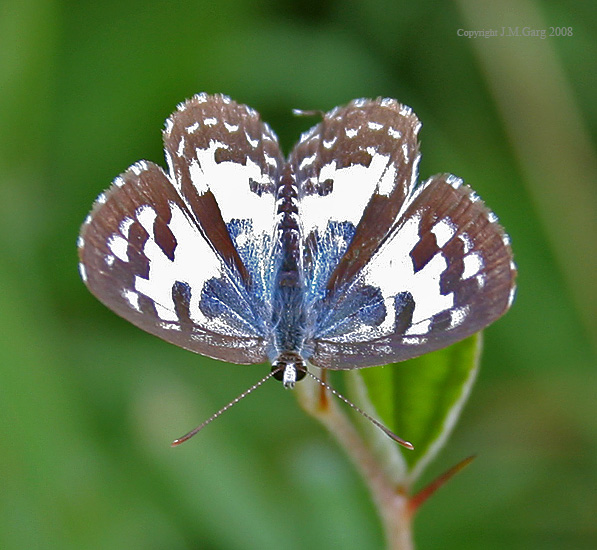
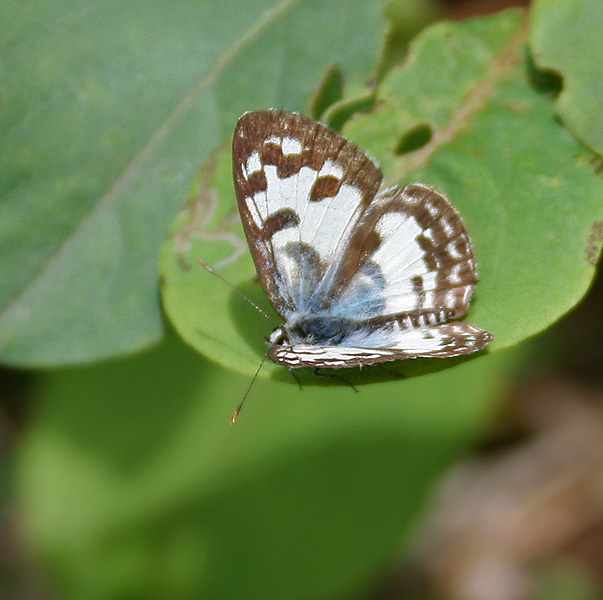
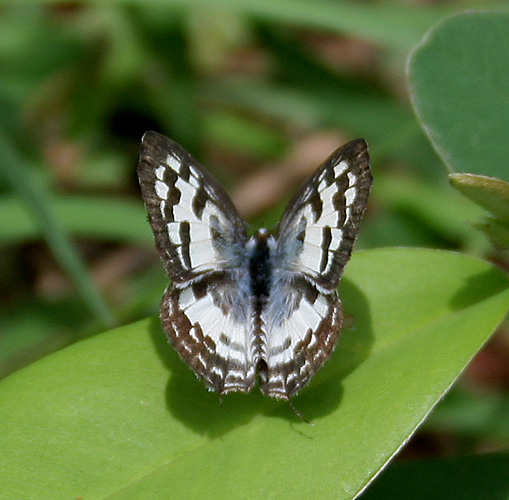